# Elise zu Hohenlohe-Langenburg

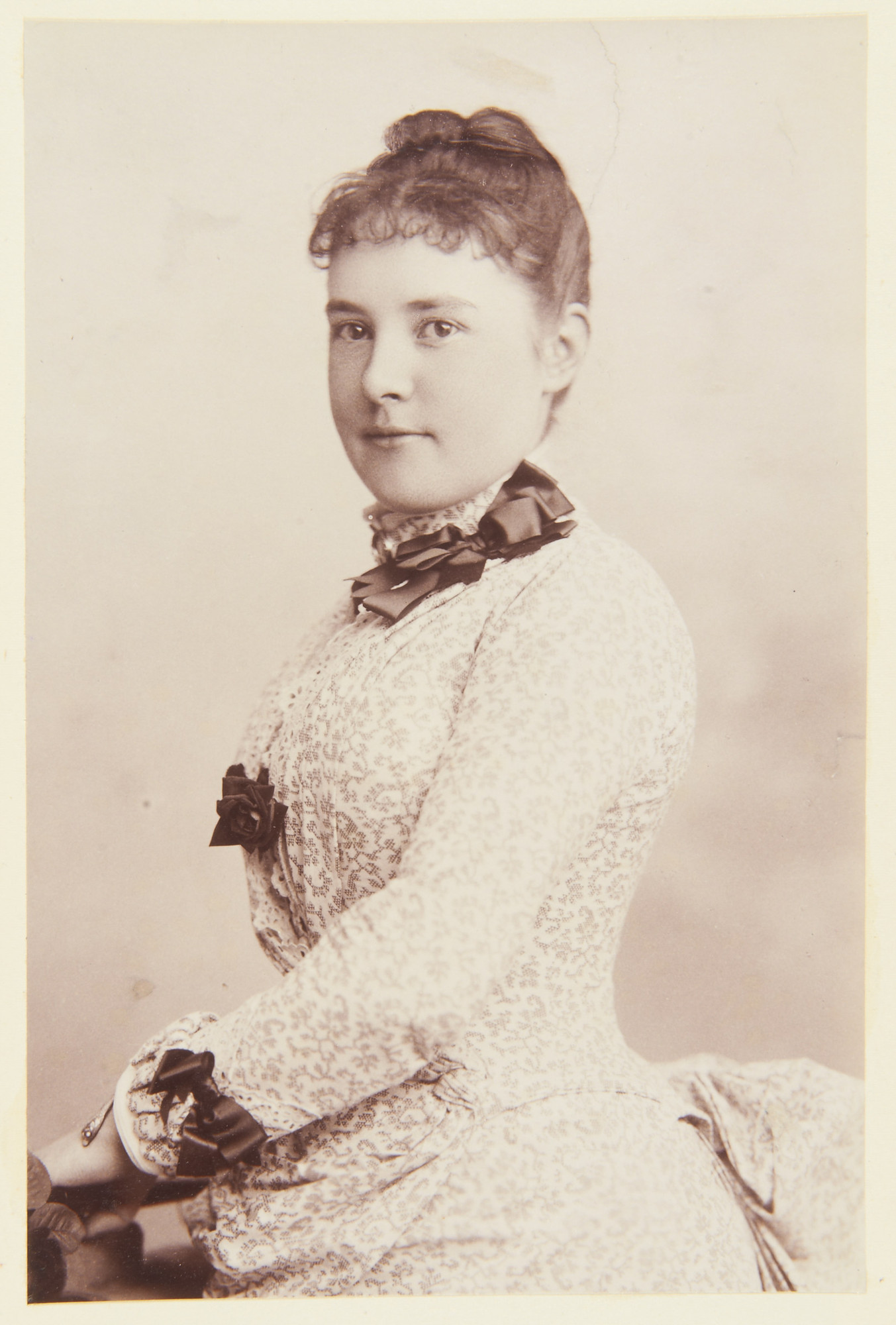
Prinzessin Elise zu Hohenlohe-Langenburg

Elise zu Hohenlohe-Langenburg (4 september 1864 – 18 maart 1929), Prinses zu Hohenlohe-Langenburg, was de dochter van Hermann zu Hohenlohe-Langenburg en diens echtgenote, Leopoldine van Baden.
Ze trouwde op 11 november 1884 met Hendrik XXVII, vorst van Reuss jongere linie. Uit dit huwelijk werden vijf kinderen geboren:
- Victoria Feodora (1889-1918), gehuwd met Adolf Frederik, zoon van Frederik Frans II van Mecklenburg-Schwerin
- Louise (1890-1951)
- Hendrik XL (1891-1891)
- Hendrik XLIII (1893-1912)
- Hendrik XLV (1895-vermist sinds 1945)